# Echinocamptus hiemalis
Echinocamptus hiemalis is een eenoogkreeftjessoort uit de familie van de Canthocamptidae. De wetenschappelijke naam van de soort is voor het eerst geldig gepubliceerd in 1905 door Pearse.